# Sofie von Suppè

Sofie von Suppè, um 1880

Sofie von Suppè (* 29. April 1841 als Sofie bzw. Sophie Strasser in Regensburg; † 15. März 1926 in Wien) war als Witwe und Nachlassverwalterin des österreichischen Komponisten Franz von Suppè eine deutsche bzw. österreichische Museumsgründerin und Mäzenin.

## Leben, Mäzenatentum und Stiftungstätigkeit
Die aus Regensburg stammende Sofie Strasser lernte 1860 in Wien den damals am Theater an der Wien tätigen Komponisten Franz von Suppè kennen. Die beiden waren zumindest seit Juni 1860 ein Paar. Sofie Strasser war von 1860 bis 1861 im Chor des Theaters an der Wien tätig. Sie war nicht nur Suppès Muse, sondern höchstwahrscheinlich auch die Librettistin seiner Operette Pique Dame (1864). Durch den Tod von Suppès erster Ehefrau Therese von Suppè (geb. Merville) am 23. Mai 1865 wurde Franz von Suppè und Sofie Strasser die Heirat ermöglicht, die am 18. Juli 1866 in der Lainzer Dreifaltigkeitskirche stattfand.

„Das Suppe-Museum“ („Neuigkeits-Welt-Blatt“. 26. Februar 1901, S. 13.)

Nach Suppès Tod am 21. Mai 1895 wurde Suppès Witwe seine Nachlass-Verwalterin. Bis zu ihrem Lebensende pflegte sie das Andenken an sein Leben und Werk. So beauftragte sie 1895 den jungen Bildhauer Richard Tautenhayn mit der Gestaltung eines künstlerischen Suppè-Grabmales für das Ehrengrab auf dem Wiener Zentralfriedhof. Zwischen 1896 und 1908 errichtete und betrieb sie in Gars am Kamp ihr Suppè-Museum, das sie bereits am 13. Jänner 1902 den „Städtischen Sammlungen der Stadt Wien“ schenkte, damit der künstlerische und private Nachlass ihres Mannes auch nach ihrem Ableben geschlossen erhalten blieb. Zuvor beauftragte sie die junge Malerin Isa(bella) Jechl, das Garser Suppè-Museum als Aquarell zu malen, das vom Lichtdruck-Pionier Max Jaffé als Lichtdruck vervielfältigt wurde. 1914 stiftet Sofie von Suppè der „Gesellschaft der Autoren, Komponisten und Musikverleger“ 20.000,– Kronen [entspricht 2019 der Kaufkraft von 112.250,– EUR] für einen Suppès Namen führenden Fonds, dessen Zinsen jährlich notleidenden AKM-Mitgliedern zugutekommen sollen. 1921 schenkte sie der „Gesellschaft der Musikfreunde“ die handschriftlichen Partituren von 47 dramatischen und zahlreichen anderen Orchester- und Gesangwerken aus Suppès Nachlass. 1926, dem Jahr als Suppès Werke gemeinfrei wurden, starb Sofie von Suppè am 15. März in Wien, wo sie im Ehrengrab ihres Gatten bestattet wurde.
Im Jahr 1983 hat der Erzähler und Hörfunkautor Cornelius Streiter [= Bernhard Doerdelmann] für den Bayerischen Rundfunk ein knapp einstündiges Hörbild über Sophie Strasser – die Wienerin aus Regensburg oder: Wie Franz von Suppe zum Weltruhm kam verfasst, das am 20. Februar 1983 im 2. Hörfunkprogramm ausgestrahlt wurde. Obwohl der Großteil der darin als Fakten vorgetragenen biografischen Details nachweislich frei erfunden ist, hat der Archivar und Musikhistoriker Raimund Walter Sterl im guten Glauben Streiters Erfindungen in zwei ausführlichen Sofie-von-Suppè-Artikeln als Tatsachen überliefert: Rosine Sophie Strasser (1841–1926). Ihre Bedeutung für Franz von Suppés Leben und Werk sowie Eine Regensburgerin als musikalische Muse in Wien. Franz von Suppés Gattin Rosine Sophie Suppé, geb. Strasser (1841–1926).

## Literatur

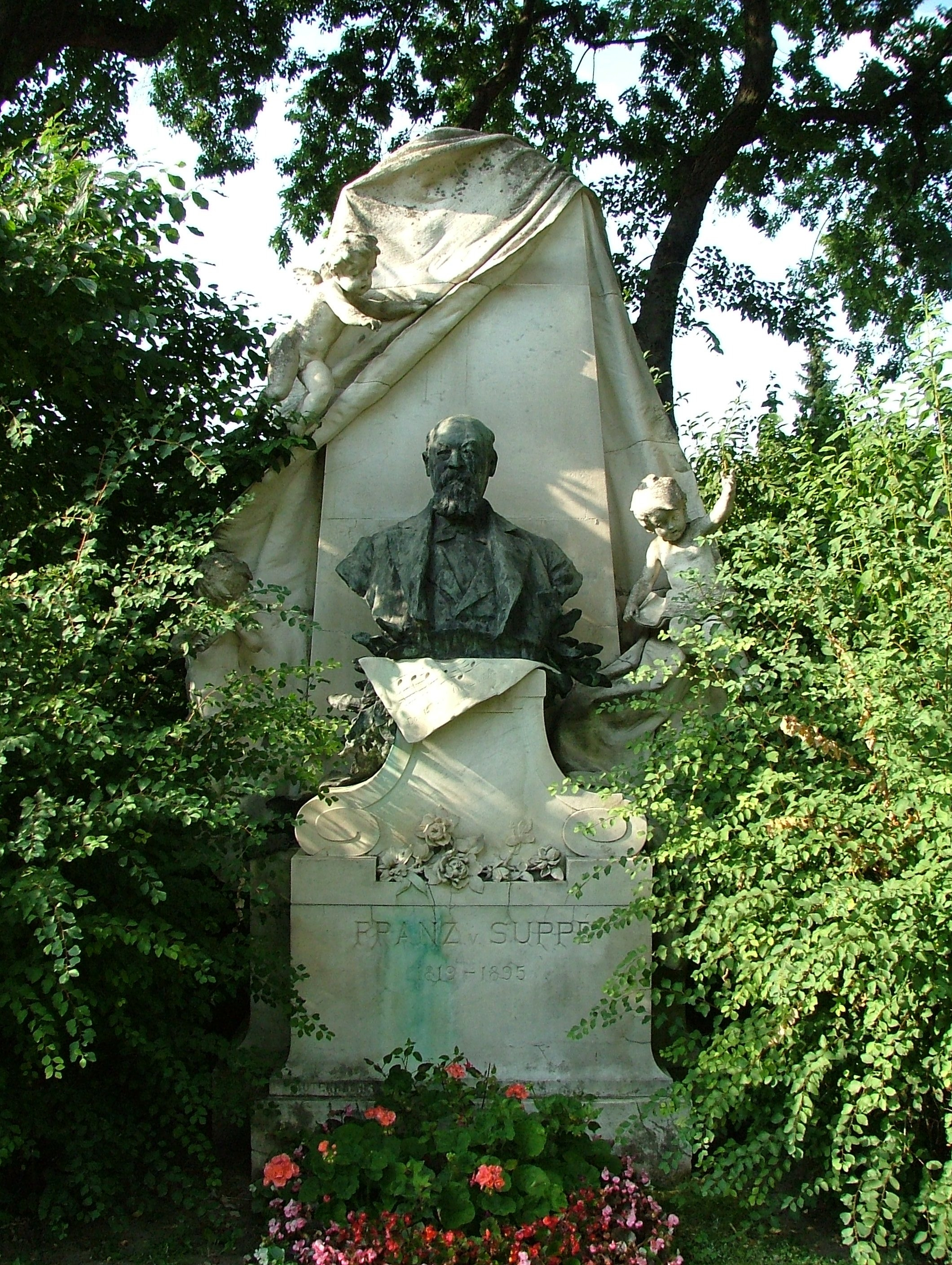
Franz von Suppès Ehrengrab auf dem Wiener Zentralfriedhof (32A-31)